# HBO Max
 (транскр.  Ејч-Би-Оу макс) америчка је претплатничка услуга видеа на захтев чији је власник Warner Bros. Discovery. Покренут је 27. маја 2020. године. Представља средиште различитих филмова и телевизијског садржаја свог власника. Нуди низ оригиналних програма и додатног садржаја независних дистрибутера.
Приказује садржаје из библиотека брендова као што су Warner Bros., Discovery, HBO, CNN, Cartoon Network, Adult Swim, Animal Planet, TNT, Eurosport и остали. Max је такође препознатљив по приказивању екранизација стрипова које је објавио DC. Поред тога, приказује и сопствени програм у склопу бренда „Max Originals”, уз садржаје дистрибутера трећих страна.
HBO Max је покренут 8. марта 2022. у Србији, када је заменио HBO Go, док је 21. маја 2024. променио назив у Max, након чега је 9. јула 2025. враћен назив HBO Max.

## Историја
је 10. октобра 2018. најавила да ће крајем 2019. године покренути ОТТ услугу стриминг, која садржи програм брендова у свом власништву. Првобитни план предвиђао је три плана претплате са покретањем крајем 2019. године. Рандал Стивенсон, председник и извршни директор AT&T-ја, средином маја 2019. наговестио је да ће добити назив по бренду HBO, као и да ће кабловски претплатници на HBO имати приступ услузи. Бета се очекивала у четвртом кварталу 2019, а потпуно покретање у првом кварталу 2020. године.
Otter Media је у мају 2019. постао део подружнице WarnerMedia Entertainment како би преузео услугу, пошто је Бред Бентли, извршни потпредседник и генерални директор за развој директних потрошача, напустио ту функцију након шест месеци. Енди Форсел је прешао са места главног оперативног директора Otter-а на Бентлијево место, док је и даље извештавао извршног директора Otter-а, Тонија Гонкалвеса, који води развој.
WarnerMedia је 9. јула 2019. најавила да ће услуга носити назив HBO Max и да ће бити покренута током пролећа 2020. године, док је Hello Sunshine у власништву Рис Видерспун и Грега Берлантија потписано продукцијске уговоре са услугом. (Надимак „Max” такође користи и линеарно-претплатничка телевизијска услуга Cinemax, која користи овај суфикс од средине 1980-их и у брендирању од 2008. до 2011. године). Дана 29. октобра 2019. најављено је да ће HBO Max званично бити покренут у мају 2020. године.
АТ&Т је 8. јануара 2020. објавио да ће Audience, ексклузивни канал претплатника ТВ добављача у власништву АТ&Т-ја, бити укинут 22. маја, постати део HBO Max-а. Дана 5. фебруара 2020. Warner Bros. и HBO Max најавили су филмску кућу Warner Max, који би продуцирала осам до десет филмова годишње за услугу стриминга почев од 2020. године WarnerMedia је 20. априла 2020. објавио да ће HBO Max бити покренут 27. мај. WarnerMedia је 23. октобра одлучио да консолидује Warner Max у Warner Bros. Pictures Group након што је његов председник Тоби Емерих и његов развојни и продукцијски тим који предводе Кортни Валенти из Warner Bros. Pictures-а, Ричард Бренер из New Line-а и Волтер Хамада који надгледа филмове темељене на стриповима DC-ја, постављен је да надгледа целокупну филмску продукцију. У априлу 2021. WarnerMedia је најавила да ће се Adult Swim спојити са тимовима HBO Max-а за развој анимираног садржаја за одрасле, под вођством Сузане Макос.
Дана 14. марта 2022. године, након што је Discovery, Inc. одобрио спајање са предузећем WarnerMedia како би формирали Warner Bros. Discovery, финансијски директор Гунар Виденфелс изјавио је да предузеће планира да споји HBO Max и Discovery+. Виденфелс је навео да ће овај процес највероватније почети тако што ће се направити претплатнички пакет ове две услуге, са дугорочним циљем да се оне на крају споје у једну платформу. Председник и извршни директор Ж. Б. Парет је први пут објавио ову могућност у новембру 2021. године, наводећи да би предузеће могло да јединствену услугу покрене на тржиштима на којима Discovery+ још није доступан, као што су други делови Азије и Пацифика.

## Покретање
| Датум покретања     | Земља/територија            |
| ------------------- | --------------------------- |
| 27. мај 2020.       | Порторико                   |
| 27. мај 2020.       | САД                         |
| 29. јун 2021.       | Ангвила                     |
| 29. јун 2021.       | Антигва и Барбуда           |
| 29. јун 2021.       | Аргентина                   |
| 29. јун 2021.       | Аруба                       |
| 29. јун 2021.       | Барбадос                    |
| 29. јун 2021.       | Бахаме                      |
| 29. јун 2021.       | Белизе                      |
| 29. јун 2021.       | Боливија                    |
| 29. јун 2021.       | Бразил                      |
| 29. јун 2021.       | Британска Девичанска Острва |
| 29. јун 2021.       | Венецуела                   |
| 29. јун 2021.       | Гвајана                     |
| 29. јун 2021.       | Гватемала                   |
| 29. јун 2021.       | Гренада                     |
| 29. јун 2021.       | Доминика                    |
| 29. јун 2021.       | Доминиканска Република      |
| 29. јун 2021.       | Еквадор                     |
| 29. јун 2021.       | Јамајка                     |
| 29. јун 2021.       | Кајманска Острва            |
| 29. јун 2021.       | Колумбија                   |
| 29. јун 2021.       | Костарика                   |
| 29. јун 2021.       | Курасао                     |
| 29. јун 2021.       | Мексико                     |
| 29. јун 2021.       | Монтсерат                   |
| 29. јун 2021.       | Никарагва                   |
| 29. јун 2021.       | Панама                      |
| 29. јун 2021.       | Парагвај                    |
| 29. јун 2021.       | Перу                        |
| 29. јун 2021.       | Салвадор                    |
| 29. јун 2021.       | Света Луција                |
| 29. јун 2021.       | Сент Винсент и Гренадини    |
| 29. јун 2021.       | Сент Китс и Невис           |
| 29. јун 2021.       | Суринам                     |
| 29. јун 2021.       | Теркс и Кејкос              |
| 29. јун 2021.       | Тринидад и Тобаго           |
| 29. јун 2021.       | Уругвај                     |
| 29. јун 2021.       | Хаити                       |
| 29. јун 2021.       | Хондурас                    |
| 29. јун 2021.       | Чиле                        |
| 26. октобар 2021.   | Андора                      |
| 26. октобар 2021.   | Данска                      |
| 26. октобар 2021.   | Норвешка                    |
| 26. октобар 2021.   | Финска                      |
| 26. октобар 2021.   | Шведска                     |
| 26. октобар 2021.   | Шпанија                     |
| 8. март 2022.       |                             |
| Босна и Херцеговина |                             |
| Бугарска            |                             |
| Мађарска            |                             |
| Молдавија           |                             |
| Пољска              |                             |
| Португалија         |                             |
| Румунија            |                             |
| Северна Македонија  |                             |
| Словачка            |                             |
| Словенија           |                             |
| Србија              |                             |
| Холандија           |                             |
| Хрватска            |                             |
| Црна Гора           |                             |
| Чешка               |                             |